# 解剖学的嗅ぎタバコ入れ
解剖学的嗅ぎタバコ入れ（かいぼうがくてきかぎたばこいれ、英語: anatomical snuffbox、snuffbox、ラテン語: foveola radialis）は手背の橈側（母指側）にある三角形状の窪みである。手根骨の背側に位置し、その中でも舟状骨および大菱形骨が底をなす。名称はこの窪みに嗅ぎタバコ（粉末状で吸い込んで使用するタバコ）を置き、摂取するのに使っていたことに由来する。フランス語にちなみ、タバチエール（tabatière）と呼ばれることもある。

## 構造

### 境界
- 内側（尺側）の境界は長母指伸筋の腱である[1][2][3]。
- 外側（橈側）の境界は共に並走する短母指伸筋腱と長母指外転筋腱である[1][2][3]。
- 近位の境界は橈骨の茎状突起である[2]。
- 遠位の境界は第1中手骨の近位端である[2]。
- 底面はその位置によって異なるが主に舟状骨、そして大菱形骨も触れることができる[2]。

### 神経・血管の走行
解剖学的嗅ぎタバコ入れを構成する腱の深層には橈骨動脈が通っている。橈骨動脈は脈拍の測定部位の次点として解剖学的嗅ぎタバコ入れを通過し、第1・第2中手骨近位部の間を通って浅掌動脈弓および深掌動脈弓と連絡する。そして橈骨動脈が解剖学的嗅ぎタバコ入れを通過するとき、48%で茎状突起付近にある橈骨神経浅枝と非常に近接（2mm未満）しており、更に24%で外側前腕皮神経（筋皮神経由来）とも非常に近接している。
また、橈側皮静脈も解剖学的嗅ぎタバコ入れを通過する。皮静脈であるため、解剖学的嗅ぎタバコ入れにおいて穿刺（注射）を行うことも可能であるが、付近に橈骨動脈も存在することから仮性動脈瘤や動脈の閉塞、血腫などが生じる恐れがあり、注意が必要である。

## 臨床的な意義
橈骨と舟状骨は解剖学的嗅ぎタバコ入れ深層で橈骨手根関節を形成する。転んでしまい、手を広げた状態で地面についたときに起こる怪我（略称でFOOSHと呼ばれる）をすると、橈骨や舟状骨の付近に力が集中してしまうため、手首の付近では最も骨折しやすい骨となっている。解剖学的嗅ぎタバコ入れの内部に限定して痛みを感じるということが分かれば、舟状骨が骨折している可能性が高いという判断を素早く出すことができる。

## ギャラリー

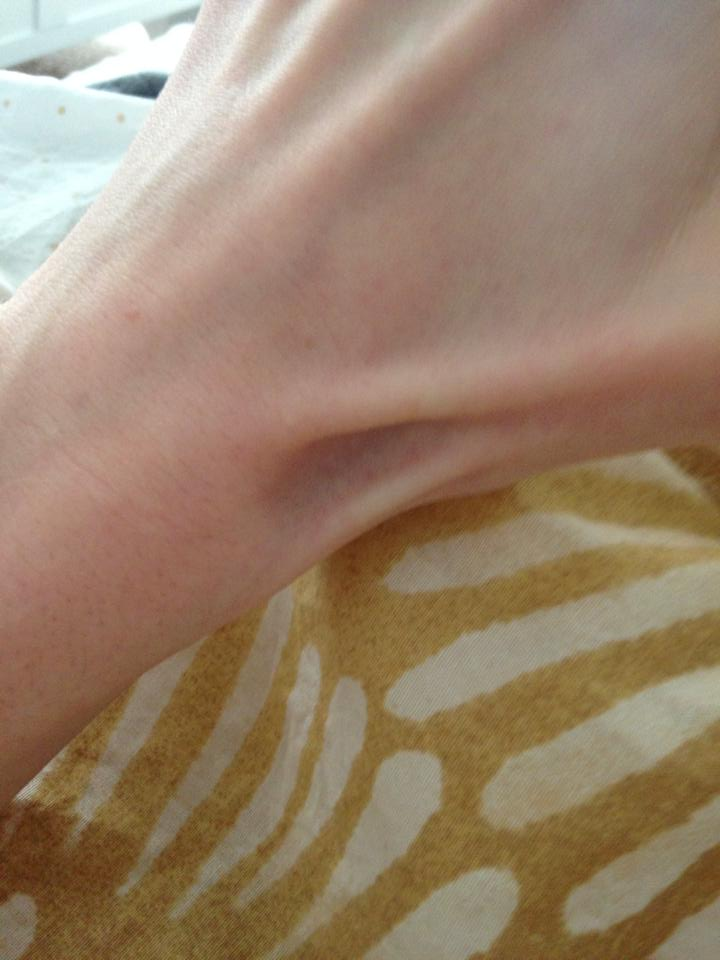
くぼみの良く見える解剖学的嗅ぎタバコ入れ。